# Erdészeti, Faipari és Földmérés-történeti Gyűjtemény
A nagy hagyományú Soproni Egyetem (korábban Erdészeti és Faipari Egyetem) Erdészeti, Faipari és Földmérés-történeti Gyűjteménye 4649 erdészeti, faipari és földmérő szerszámot, műszert stb. tartalmaz. Jelentős oklevél- és kézirattára (6428 db), fotó-, film- és videogyűjteménye, valamint könyvtára is.

## Története
Sopronba 1919-ben, az akkori Csehszlovákiához került Selmecbányáról települt át az Erdészeti és Bányászati Főiskola, amelynek egy része ma is itt működik. A selmeci tanintézetnek voltak gyűjteményei, ezért az új helyen már 1924-ben felmerült a múzeumalapítás gondolata. Az 1931-ben született intézmény a második világháború alatt megsemmisült, és csak 1982-ben nyílt meg újra a soproni belváros egyik legszebb épületében, a barokk stílusú Esterházy-palotában.

## Látnivalói
Állandó kiállításán az erdészet és a faipar szakágait, az erdészet- és oktatástörténet, a földmérés, erdőrendezés, -nevelés, -használat, -védelem, faszállítás, feldolgozás és környezetvédelem témaköreit mutatja be a 19–20. század fordulóján készült erdészeti szerszámokkal, asztalos eszközökkel, földmérő és térképészeti műszerekkel. A gyűjteményben van 1656-os térkép, vannak több millió éves, kovásodott fák darabjai, az 1800-as évek végéről származó iratok, nagy terepasztalok, 1870-ben készített rovargyűjtemények, fából készült múlt századi háztartási és használati eszközök, gépmodellek, makettek és még számos érdekesség.
Az állandó kiállítás mellett időszakos tárlatok várják az érdeklődőket.